# Dörrsjöarna

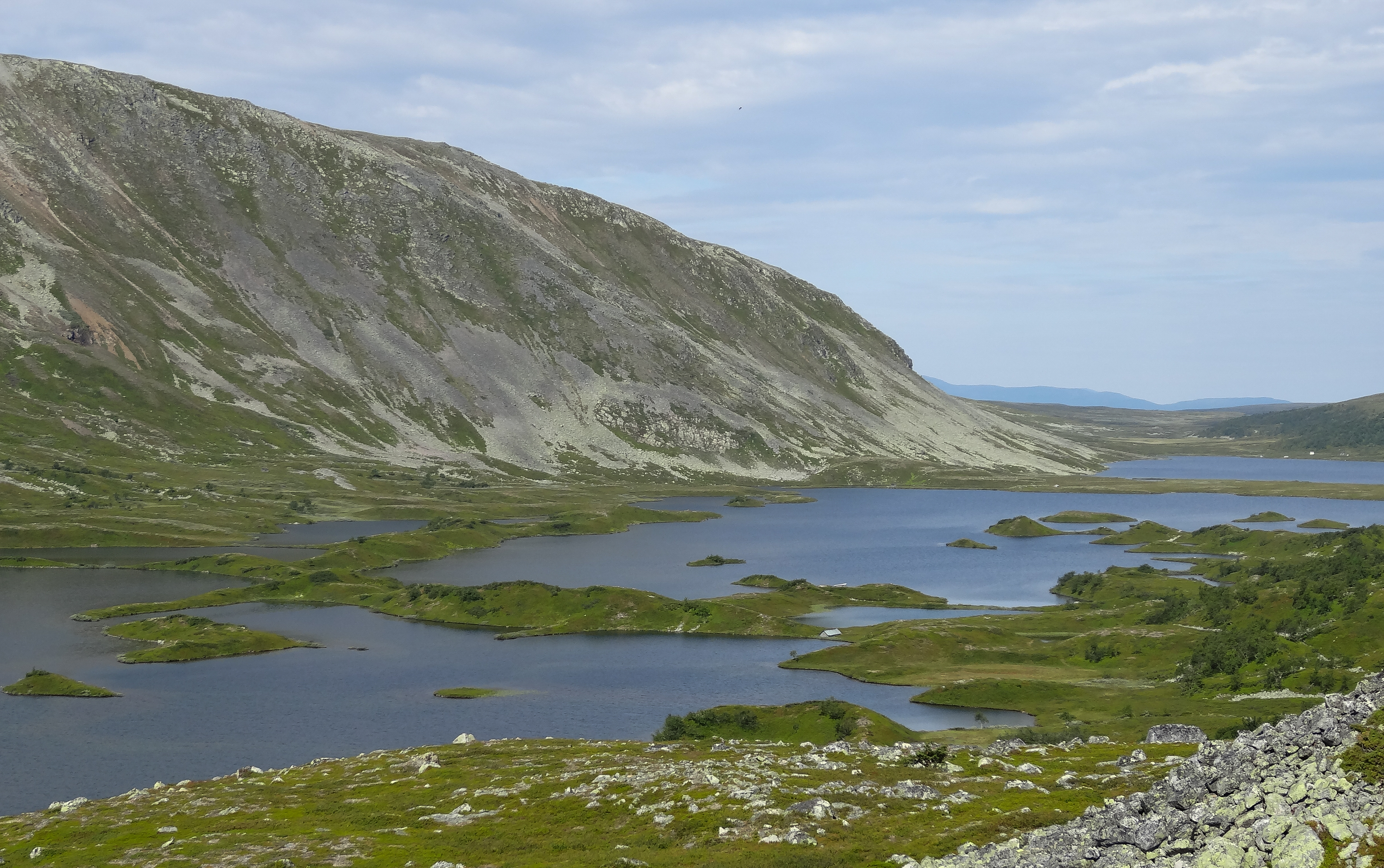
Dörrsjöarna med fjället Hundshögen bakom

Dörrsjöarna är en grupp småsjöar på kalfjället i Bergs kommun. Sjöarna ligger inklämda mellan branta fjällsidor på fjällen Hundshögen, Bielnie och Baasmehke i Oviksfjällen. Dörrsjöarna består av 10–15 mindre sjöar eller pölar som endast är avgränsade av smala grusåsar som bildades under senaste istiden.
De tre största sjöarna är Gåtejaure, Vuolejaure och Sålejaure. Sjöarna avvattnas av Lekarån mot Höglekardalen.
Det går sommar- och vinterleder till Dörrsjöarna från Gräftåvallen och Arådalen.